# Hotade språk
Hotade språk är de språk som riskerar att dö ut. Det är en underkategori till utrotningshotade språk.
Definitionen för statusen hotad är att "de flesta, men inte alla, barn eller familjer i ett visst samhälle talar sitt föräldraspråk som sitt första språk, men detta kan vara begränsat till specifika sociala domäner (som hemmet, där barn interagerar med sina föräldrar och farföräldrar)" Till de hotade språken hör till exempel belarusiska med 4 000 000 talare och Irula med 200 000  talare.